# 交響曲第3番 (ポポーフ)
ガヴリイル・ポポーフの《交響曲第3番》作品45は、1939年から1946年にかけて作曲された交響曲である。『英雄的』と題された弦楽オーケストラのための作品であり、演奏時間55分と、ポポーフの最も長大な交響曲となっている。

## 概要
交響曲第1番の上演と曲に対する公的な非難（形式主義的とされた）及び作品の上演禁止措置の後、ポポーフは生活するのに必要な収入を得るため、映画音楽の作曲に専念した。ポポーフの1939年9月17日の日記によれば、当時、彼はエシフィル・シューブが監督したスペイン内戦を描いたドキュメンタリー『Испания』のための音楽を担当しており、その音楽を演奏会用の組曲にしようと編曲作業にかかるが、スペインの一連のエピソードに基づいた弦楽合奏のための合奏協奏曲として仕立てる構想を持っていた。
第1楽章が完成された後、この計画は一旦放棄される。その5年後、作品名を合奏協奏曲から交響曲第3番に変えて作業が再開され、2年後の1946年9月には作品が完成した。初演は1947年1月31日にモスクワにて行われた。ポポーフは前年に、やはり愛国的な内容の映画から編曲した交響曲第2番によってスターリン賞を獲得し、形式主義者から悔悛したとして名誉挽回を果たしており、今回の交響曲第3番でも肯定的な評価を得た。ポポフの日記によれば、彼の元教師ウラディーミル・シチェルバチョフは、交響曲第3番は最大の業績だと評している。スターリン賞選考会において、ポポーフの交響曲第3番も候補として挙げることが検討されたが、その後取り消された。その代わり翌1948年、ポポーフは悪名高いジダーノフ批判で再び形式主義者として批判され、ソビエト作曲家同盟の第一議会の決断によりブラックリストに載せられた。 
しばらくしてポポーフの交響曲が1961年から1989年にかけて録音されたものの、交響曲第3番は依然として未出版の2つの交響曲内の1つだったが、2008年にサンクトペテルブルク国立アカデミー交響楽団により初めての録音が行われた。

## 構成
5楽章からなり、4つの非常に力強い楽章ではスペイン内戦の長い記憶が12分のスペイン舞曲で描かれている。
1. Intrada. Andante maestoso e molto espressivo
2. Allegro con fuoco, quasi presto
3. Prestissimo
4. Largo espressivo, molto cantabile e sempre con moto
5. Presto impetuoso